# Grande Prêmio de Mônaco de 1981

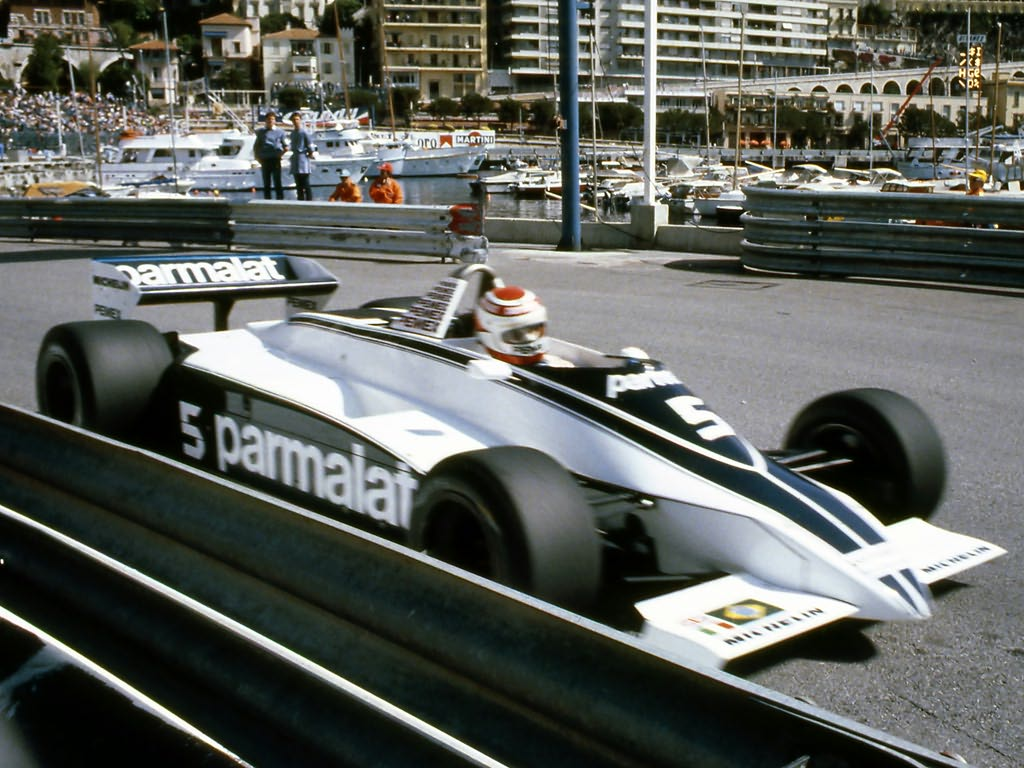
Nelson Piquet pilotando sua Brabham BT49C

Resultados do Grande Prêmio de Mônaco de Fórmula 1 realizado em Montecarlo em 31 de maio de 1981. Sexta etapa da temporada, foi vencido pelo canadense Gilles Villeneuve, da Ferrari.

## Prova
Nelson Piquet liderou grande parte da corrida, todavia ao forçar uma ultrapassagem na 54ª volta à altura da Curva da Tabacaria ante dois retardatários rodou, bateu no guard rail e abandonou a prova entregando a liderança a Alan Jones. Com sua Williams, o australiano manteve-se à frente de Gilles Villeneuve e este acelerou a Ferrari e descontou a diferença para Jones, que foi ultrapassado pelo canadense a quatro voltas do fim, após aparentes problemas na Williams, que perdeu rendimento. O líder do campeonato, Carlos Reutemann, se retirou por problemas de câmbio e interrompeu uma sequência de 15 corridas na zona de pontuação.
Foi a primeira vitória de Gilles Villeneuve desde o Grande Prêmio dos Estados Unidos de 1979.

## Classificação da prova
| Pos. | Nº | Piloto                | Construtor      | Voltas | Tempo/Diferença        | Grid | Pontos |
| ---- | -- | --------------------- | --------------- | ------ | ---------------------- | ---- | ------ |
| 1    | 27 | Gilles Villeneuve     | Ferrari         | 76     | 1:54:23.38             | 2    | 9      |
| 2    | 1  | Alan Jones            | Williams-Ford   | 76     | + 39.91                | 7    | 6      |
| 3    | 26 | Jacques Laffite       | Ligier-Matra    | 76     | + 1:29.24              | 8    | 4      |
| 4    | 28 | Didier Pironi         | Ferrari         | 75     | + 1 volta              | 17   | 3      |
| 5    | 3  | Eddie Cheever         | Tyrrell-Ford    | 74     | + 2 voltas             | 15   | 2      |
| 6    | 14 | Marc Surer            | Ensign-Ford     | 74     | + 2 voltas             | 19   | 1      |
| 7    | 33 | Patrick Tambay        | Theodore-Ford   | 72     | + 4 voltas             | 16   |        |
| Ret  | 5  | Nelson Piquet         | Brabham-Ford    | 53     | Rodou                  | 1    |        |
| Ret  | 7  | John Watson           | McLaren-Ford    | 52     | Motor                  | 10   |        |
| Ret  | 4  | Michele Alboreto      | Tyrrell-Ford    | 50     | Colisão                | 20   |        |
| Ret  | 23 | Bruno Giacomelli      | Alfa Romeo      | 50     | Colisão                | 18   |        |
| Ret  | 15 | Alain Prost           | Renault         | 45     | Motor                  | 9    |        |
| Ret  | 2  | Carlos Reutemann      | Williams-Ford   | 33     | Câmbio                 | 4    |        |
| Ret  | 11 | Elio de Angelis       | Lotus-Ford      | 32     | Motor                  | 6    |        |
| Ret  | 16 | René Arnoux           | Renault         | 32     | Rodou                  | 13   |        |
| Ret  | 29 | Riccardo Patrese      | Arrows-Ford     | 29     | Câmbio                 | 5    |        |
| Ret  | 12 | Nigel Mansell         | Lotus-Ford      | 15     | Suspensão              | 3    |        |
| Ret  | 30 | Siegfried Stohr       | Arrows-Ford     | 14     | Sistema de combustível | 14   |        |
| Ret  | 8  | Andrea de Cesaris     | McLaren-Ford    | 0      | Colisão                | 11   |        |
| Ret  | 22 | Mario Andretti        | Alfa Romeo      | 0      | Colisão                | 12   |        |
| DNQ  | 20 | Keke Rosberg          | Fittipaldi-Ford |        |                        |      |        |
| DNQ  | 25 | Jean-Pierre Jabouille | Ligier-Matra    |        |                        |      |        |
| DNQ  | 6  | Hector Rebaque        | Brabham-Ford    |        |                        |      |        |
| DNQ  | 21 | Chico Serra           | Fittipaldi-Ford |        |                        |      |        |
| DNQ  | 32 | Piercarlo Ghinzani    | Osella-Ford     |        |                        |      |        |
| DNQ  | 31 | Beppe Gabbiani        | Osella-Ford     |        |                        |      |        |
| DNPQ | 10 | Slim Borgudd          | ATS-Ford        |        |                        |      |        |
| DNPQ | 18 | Derek Daly            | March-Ford      |        |                        |      |        |
| DNPQ | 17 | Eliseo Salazar        | March-Ford      |        |                        |      |        |
| DNPQ | 35 | Brian Henton          | Toleman-Hart    |        |                        |      |        |
| DNPQ | 36 | Derek Warwick         | Toleman-Hart    |        |                        |      |        |

## Tabela do campeonato após a corrida
| Pos.   | Piloto            | Pontos |
| ------ | ----------------- | ------ |
| 1      | Carlos Reutemann  | 34     |
| 2      | Alan Jones        | 24     |
| 3      | Nelson Piquet     | 22     |
| 4      | Gilles Villeneuve | 12     |
| 5      | Jacques Laffite   | 11     |
| Fonte: |                   |        |

| Pos.   | Equipe        | Pontos |
| ------ | ------------- | ------ |
| 1      | Williams-Ford | 58     |
| 2      | Brabham-Ford  | 25     |
| 3      | Ferrari       | 17     |
| 4      | Ligier-Matra  | 11     |
| 5      | Arrows-Ford   | 10     |
| Fonte: |               |        |

- Nota: Somente as primeiras cinco posições estão listadas. Entre 1981 e 1990 cada piloto podia computar onze resultados válidos por temporada não havendo descartes no mundial de construtores.